# Dessoubre
Le Dessoubre est une rivière française dans le département du Doubs, en région Bourgogne-Franche-Comté, et un affluent du Doubs, donc un sous-affluent du Rhône par la Saône.
Il s'écoule du cirque de Consolation sur le territoire de Consolation-Maisonnettes à Saint-Hippolyte suivant une combe parallèle aux gorges du Doubs.

## Géographie

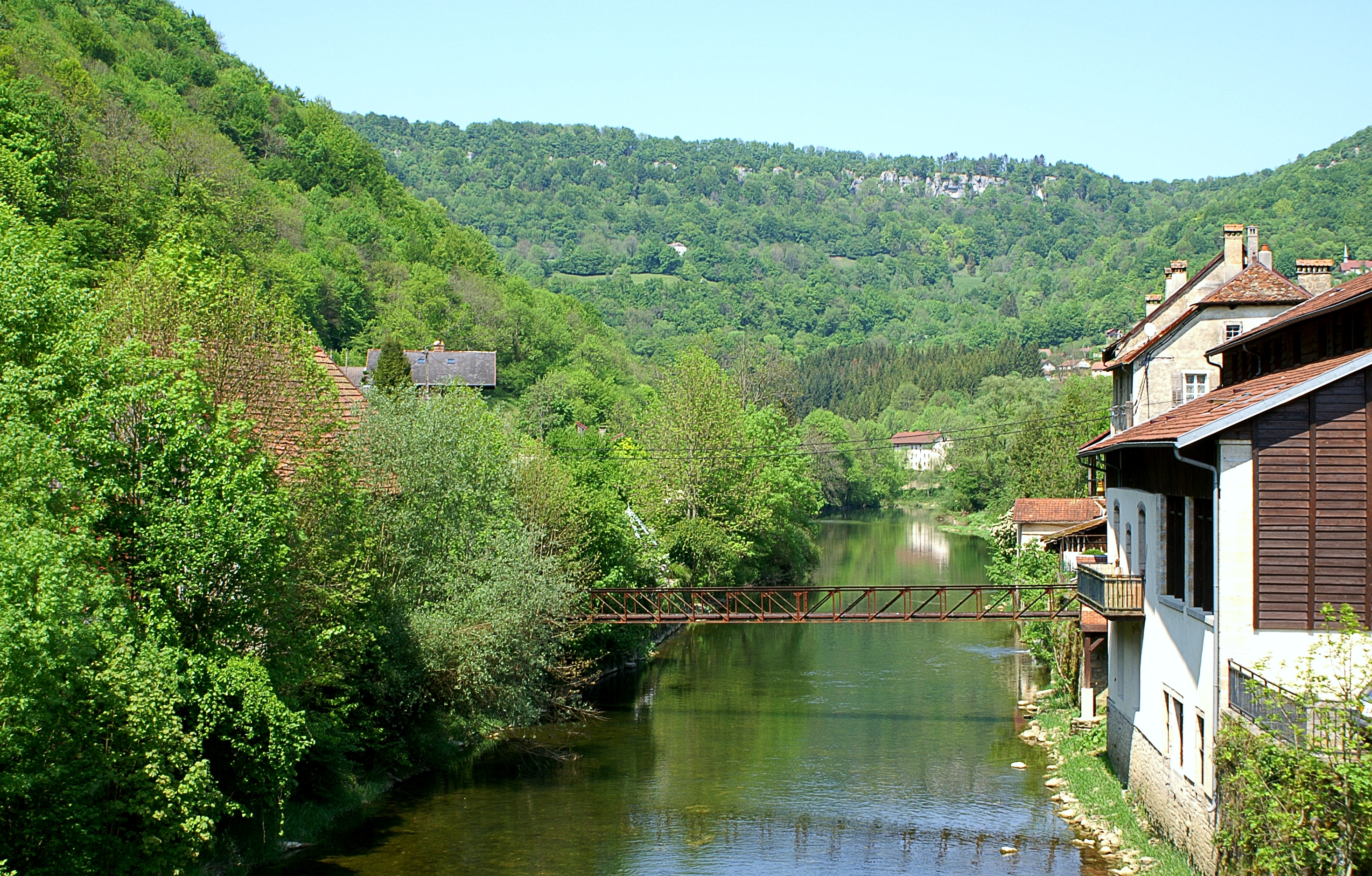
Le Dessoubre à Saint-Hippolyte.

De 33,3 km de longueur,, le Dessoubre est alimenté par de nombreuses résurgences karstiques des hauts et moyens plateaux du Doubs.
Il nait au fond du cirque de Consolation, à 623 mètres d'altitude, où il recueille dans ce même lieu les eaux de plusieurs sources : le Lançot, le Tabourot et la Source Noire. Il s'écoule ensuite vers le nord jusqu'à Gigot où il est rejoint par la Reverotte en rive gauche puis il s'oriente au nord-est dans une vallée très encaissée jusqu'à Saint-Hippolyte où il se jette dans le Doubs en rive gauche, à 370 mètres d'altitude.

### Communes et cantons traversés
Dans le seul département du Doubs, Le Dessoubre traverse les treize communes suivantes, de l'amont vers l'aval, de Consolation-Maisonnettes (source), Laval-le-Prieuré, Plaimbois-du-Miroir, Bretonvillers, Rosureux, Battenans-Varin, Vaucluse, Cour-Saint-Maurice, Orgeans-Blanchefontaine, Vauclusotte, Valoreille, Fleurey et Saint-Hippolyte (confluence).
Soit en termes de cantons, le Dessoubre prend source dans le canton de Valdahon, traverse le canton de Morteau, conflue dans le canton de Maîche, dans les arrondissements de Pontarlier et de Montbéliard, dans les intercommunalités communauté de communes des Portes du Haut-Doubs, communauté de communes du Plateau du Russey, communauté de communes du Pays de Maîche.

### Bassin versant
Le Dessoubre traverse trois zones hydrographiques « La Dessoubre » (U221) de 515 km2 de superficie, « Le Doubs de la Dessoubre à l'Allan » (U222) et « Le Doubs de la combe de Seigne incluse à la Dessoubre » (U220),.
Les cours d'eau voisins sont le Doubs au nord, au nord-est, à l'est, au sud-est et au sud, la Loue au sud-ouest, la Clauge à l'ouest, le Cusancin au nord-ouest.

### Organisme gestionnaire
L'organisme gestionnaire est syndicat mixte d'aménagement du Dessoubre et de valorisation du bassin versant sis à Maîche,, épaulé par l'EPTB Doubs Saône.

## Affluents
Le Dessoubre a sept tronçons affluents référencés dans la base SANDRE (de l'amont vers l'aval) :
- Ruisseau du Lançot (rd[note 3]), 1 km
- Le Pissoux (rd), 2 km
- La Reverotte (rg), 12 km avec deux affluents et de rang de Strahler deux :
  - Ruisseau du Val,
  - Ruisseau Gimenev,
- Le Bief du Vau (rg), 3 km
- Ruisseau de la Combe Foulot (rd), 2 km
- Ruisseau de la Forge (rd) 2 km.

### Rang de Strahler
Le rang de Strahler du Dessoubre est donc de trois par la Reverotte.

## Hydrologie

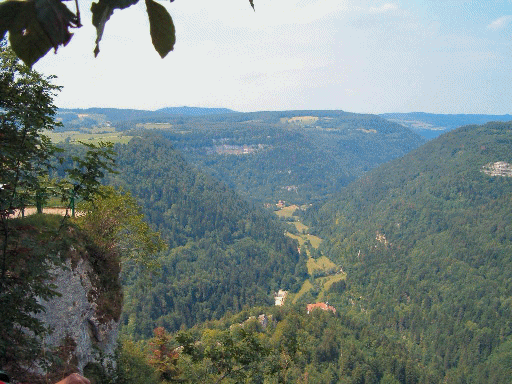
Vue du cirque de Consolation depuis la roche du Prêtre. Le Dessoubre prend sa source au pied du cirque.

Le Dessoubre est une rivière très abondante, à l'instar de ses proches voisines de la région du massif du Jura. Son régime hydrologique est dit pluvio-nival.

### Le Dessoubre à Saint-Hippolyte
Son débit a été observé depuis le 1er juin 1955 , à Saint-Hippolyte, à 380 m d'altitude, localité du département du Doubs située à sa confluence avec le Doubs. Le bassin versant de la rivière y est de 615 km2 (soit la presque totalité du bassin versant[réf. nécessaire]).
Le module de la rivière à Saint-Hippolyte est de 13,6 m3/s.
Le Dessoubre présente des fluctuations saisonnières de débit assez peu marquées, avec des hautes eaux d'hiver-printemps portant le débit mensuel moyen à un niveau situé entre 15,5 et 20,7 m3/s, de novembre à avril inclus (avec deux sommets : en décembre et en mars), et des basses eaux d'été, de juillet à septembre, avec une baisse du débit moyen mensuel jusqu'à 6,51 m3/s au mois d'août. Mais ces moyennes mensuelles ne sont que des moyennes et occultent des fluctuations bien plus prononcées sur de courtes périodes.

### Étiage ou basses eaux
Aux étiages, le VCN3 peut chuter jusque 0,58 m3/s, en cas de période quinquennale sèche, ce qui est assez sévère, mais fréquent dans les régions de l'est de la France.

### Crues
Les crues peuvent être assez importantes. Ainsi le débit instantané maximal enregistré a été de 175 m3/s le 15 février 1990, tandis que la valeur journalière maximale était de 168 m3/s le même jour. Le QIX 10 est de 170 m3/s, le QIX 20 de 180 m3/s et le QIX 50 de 200 m3/s. Les QIX 2 et QIX 5 valent quant à eux respectivement 130 et 150 m3/s. Il ressort que les crues de février 1990, dont il a été question plus haut, étaient à peine d'ordre vicennal, et donc nullement exceptionnelles.

### Lame d'eau et débit spécifique
Le Dessoubre est une rivière très abondante malgré la taille assez modeste de son bassin. Elle est alimentée par des précipitations elles aussi très abondantes dans la région du Jura. La lame d'eau écoulée dans son bassin versant est de 780 millimètres annuellement, ce qui est fort élevé, plus de deux fois supérieur à la moyenne d'ensemble de la France, et largement supérieur à la totalité du bassin de la Saône (501 millimètres/an à Lyon). Le débit spécifique (ou Qsp) atteint 24,6 litres par seconde et par kilomètre carré de bassin.

## Aménagements et écologie

### Loisirs
Le Dessoubre est une des rivières les plus cotées pour la pêche à la mouche. L'état de la rivière et la qualité de l'eau sont ainsi l'objet de l'attention de nombreuses associations.
Début 2014 la faune piscicole connaît de très importantes mortalités. Après les autres rivières de Franche-Comté, le Dessoubre est atteint à son tour.

### Lieux-dits et moulins
Sur son cours on trouve les lieux-dits Gué, le Lac, l'Engoulot, le Château, le Moulin de Girardot, la Chamoiserie, le Moulin de Belvoir, le Cerneux du Mont, le Val, le Frénais, le Gué, le moulin du Dessus, le moulin du Milieu, le moulin du Bas, le Pont Neuf, la Cascade, la Voyèze, la Nitrière, le Pont de Fleurey, un élevage piscicole au Bief de Bran, Neuf Gouffre, les Vieux Moulins.

### ZNIEFF's
La vallée du Dessoubre fait l"objet d'une ZNIEFF 430007813, de type II, Vallée du Dessoubre et ses falaises attenantes, pour une superficie de 7 346 ha sur vingt-six communes.

### Natura 2000
Les vallées du Dessoubre, de la Réverotte et du Doubs font l'objet d'une zone NATURA 2000 FR4301298 pour une superficie de 16 271 ha.

## Galerie

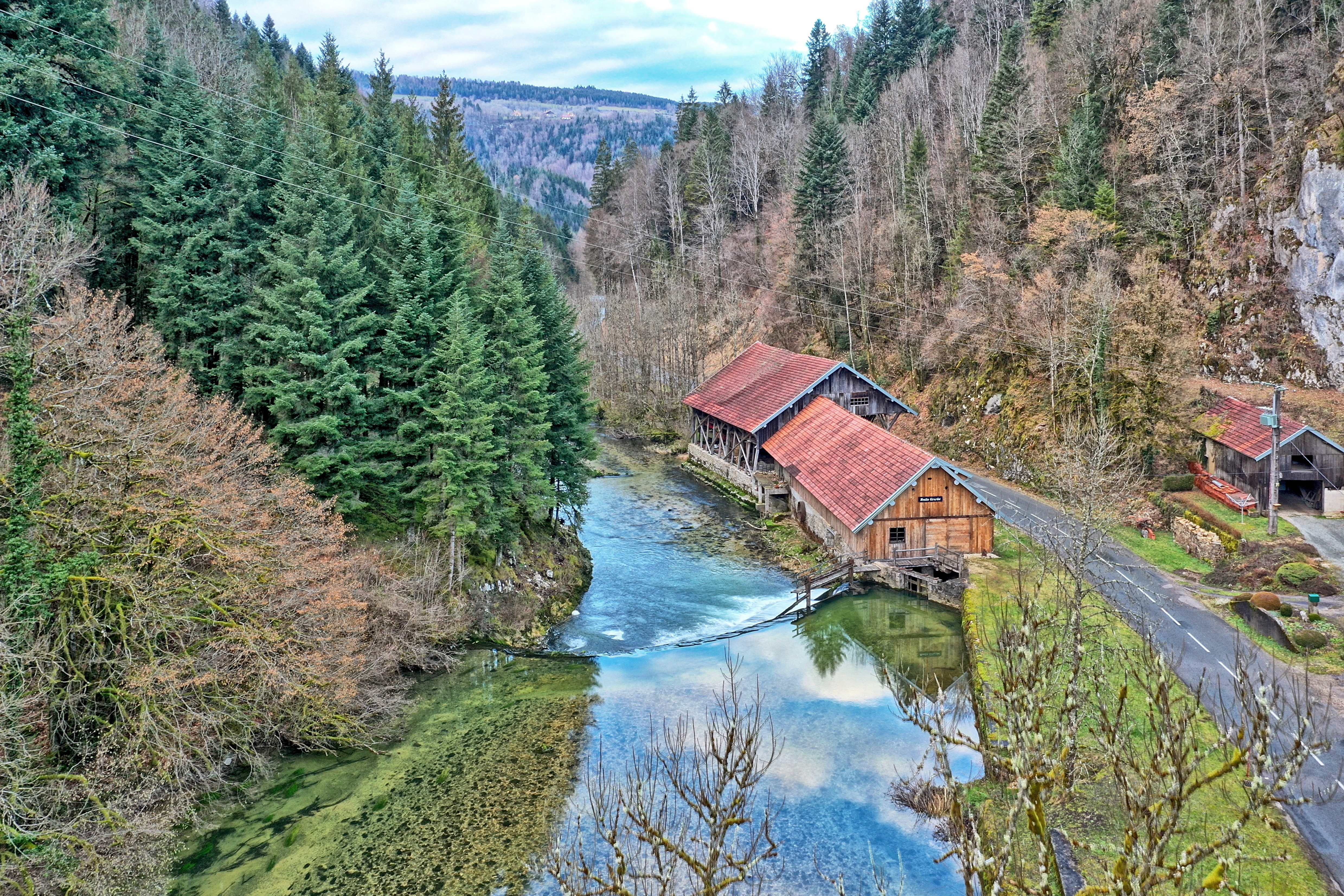
Le moulin Girardot dans la vallée du Dessoubre.
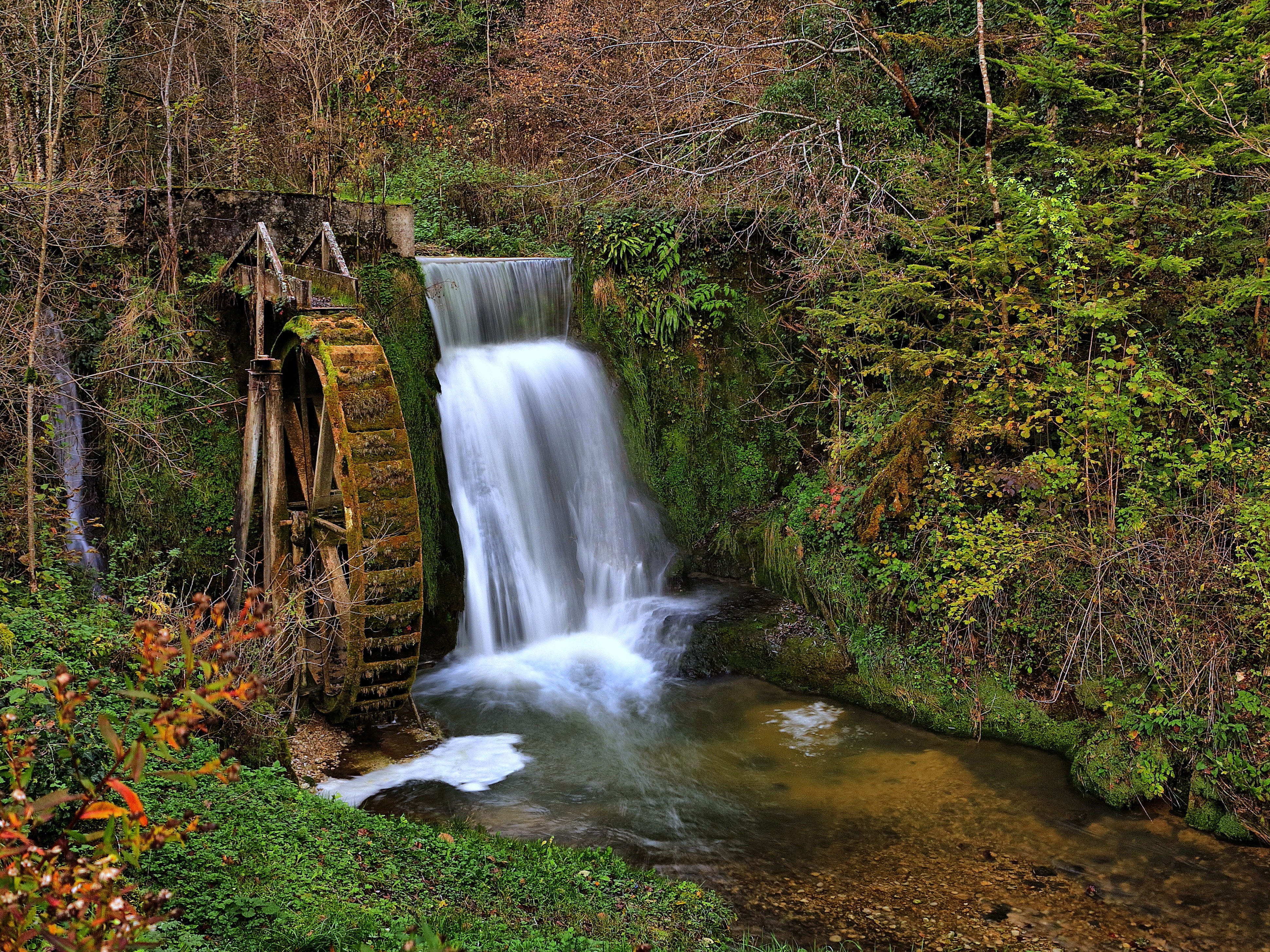
Barrage et roue à aubes au Val sur Bretonvillers.

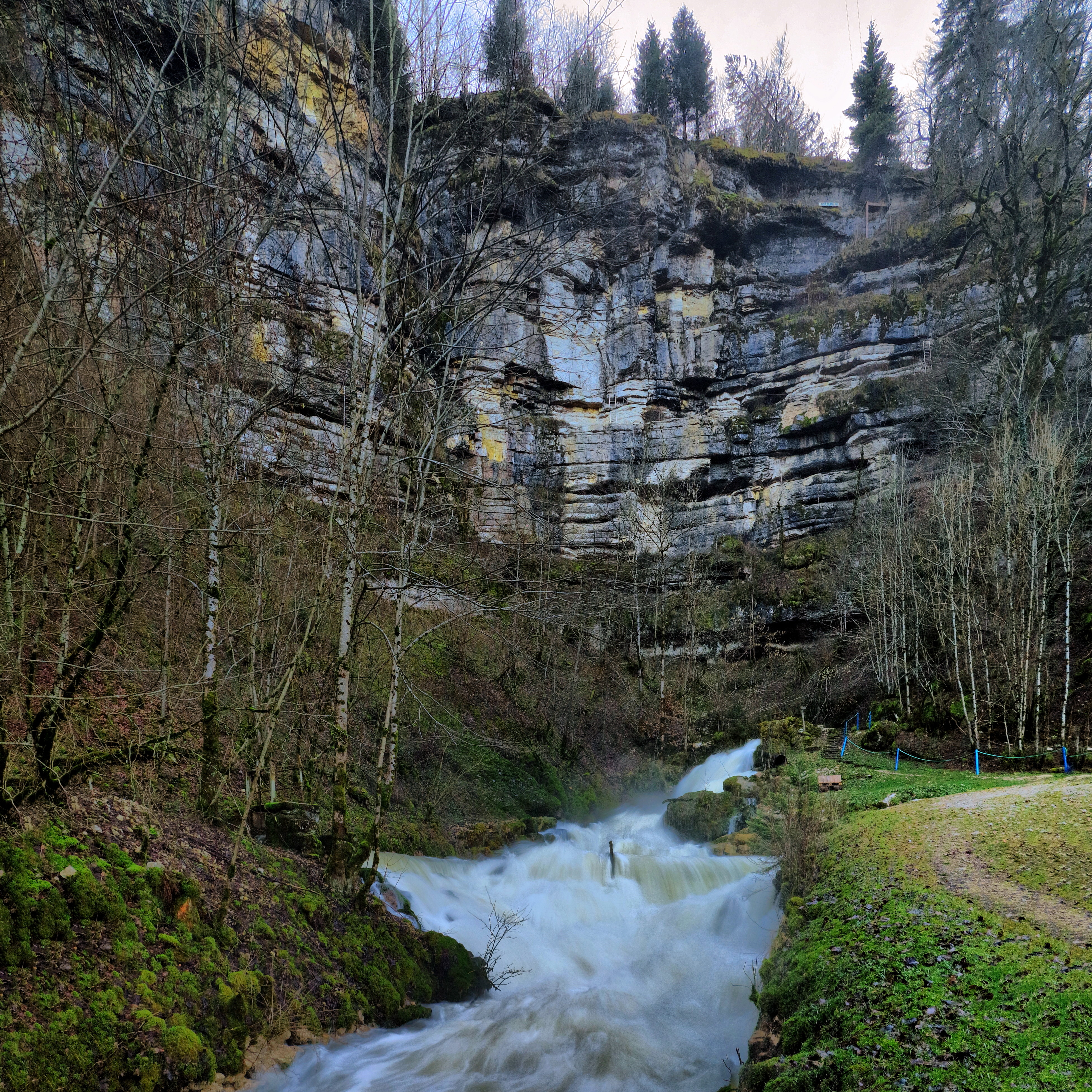
La source du Dessoubre en crue.
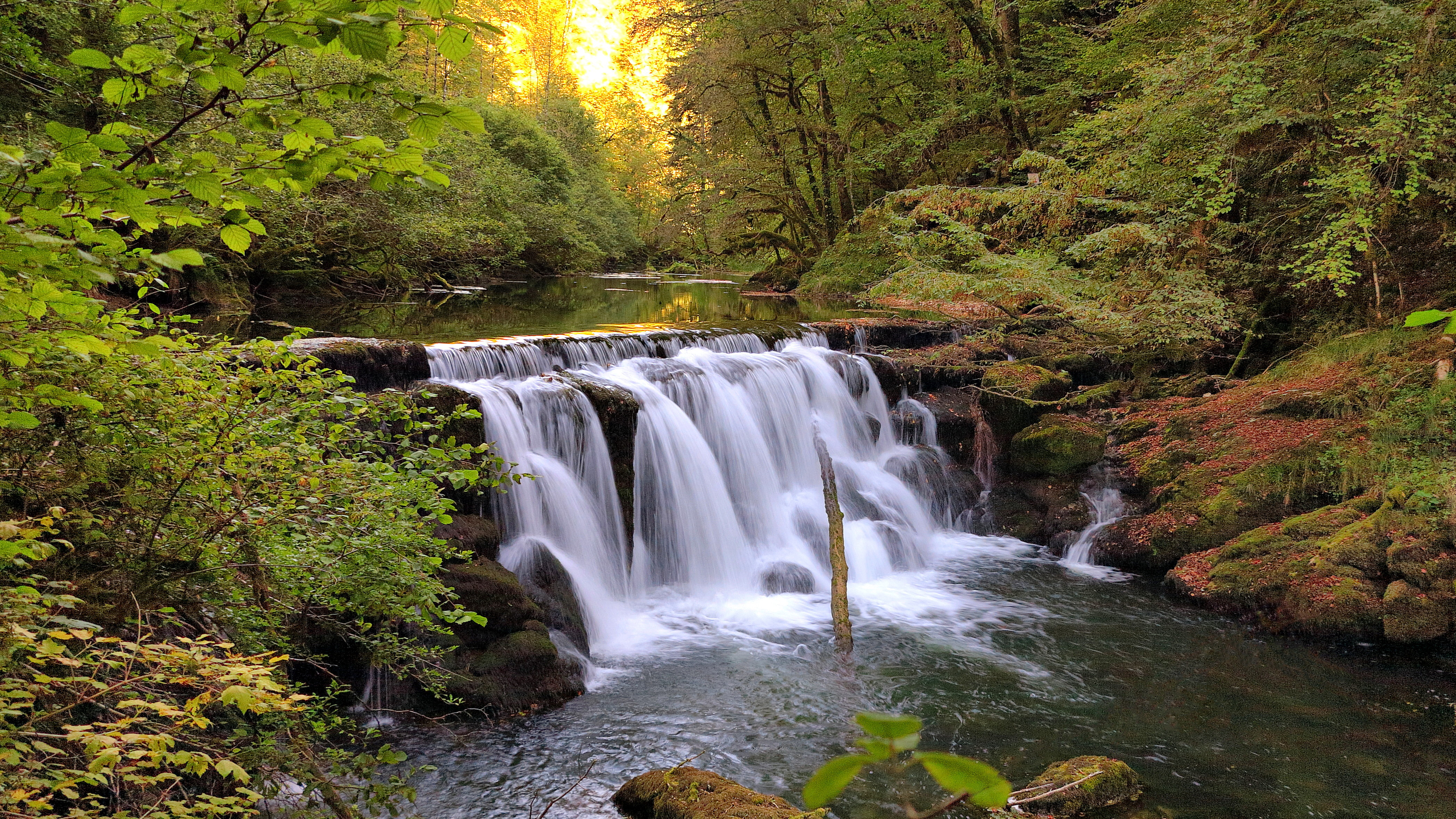
Barrage sur le Dessoubre au niveau de Laval-le-Prieuré.
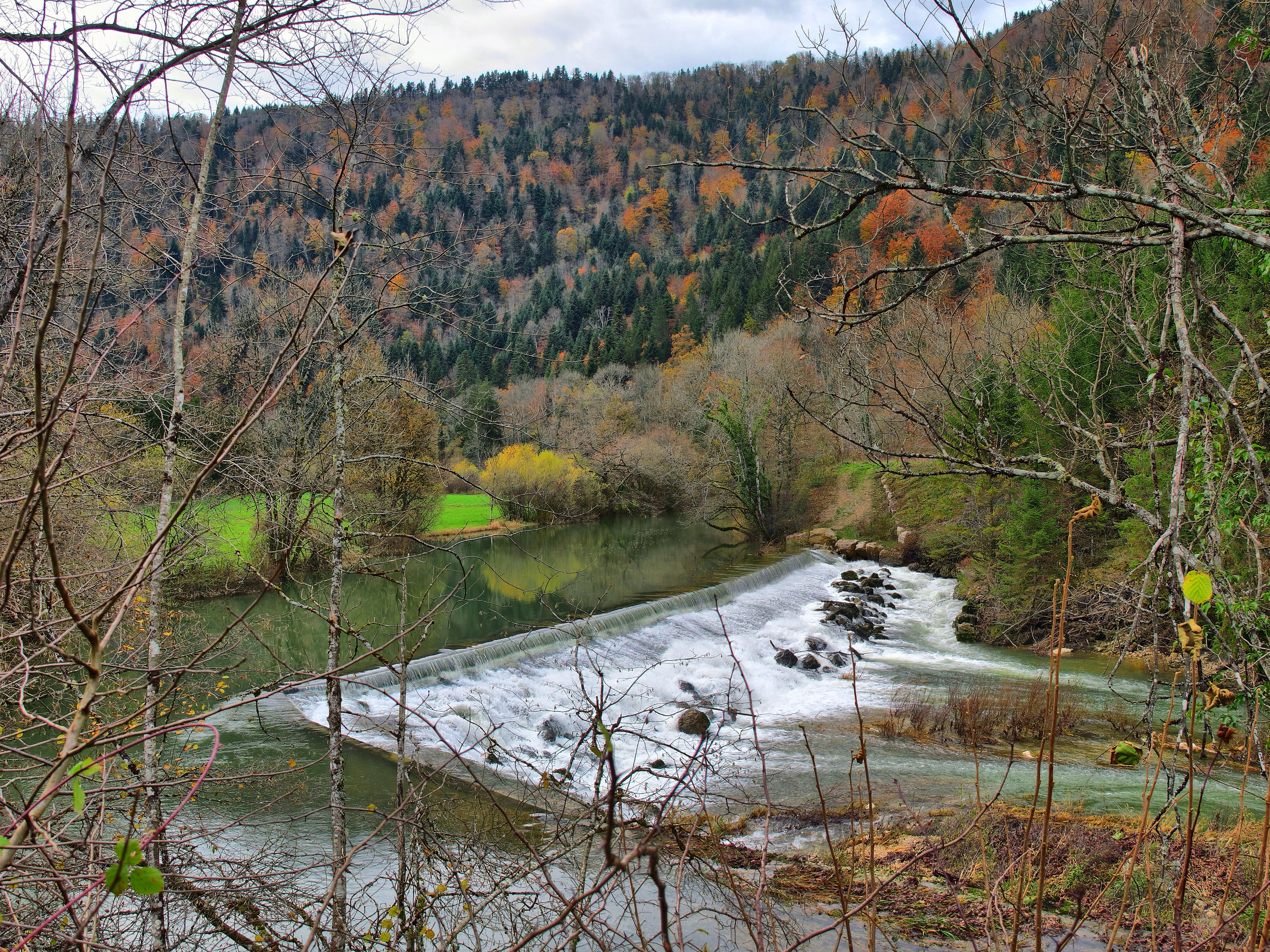
Barrage sur le Dessoubre au niveau de Rosureux.
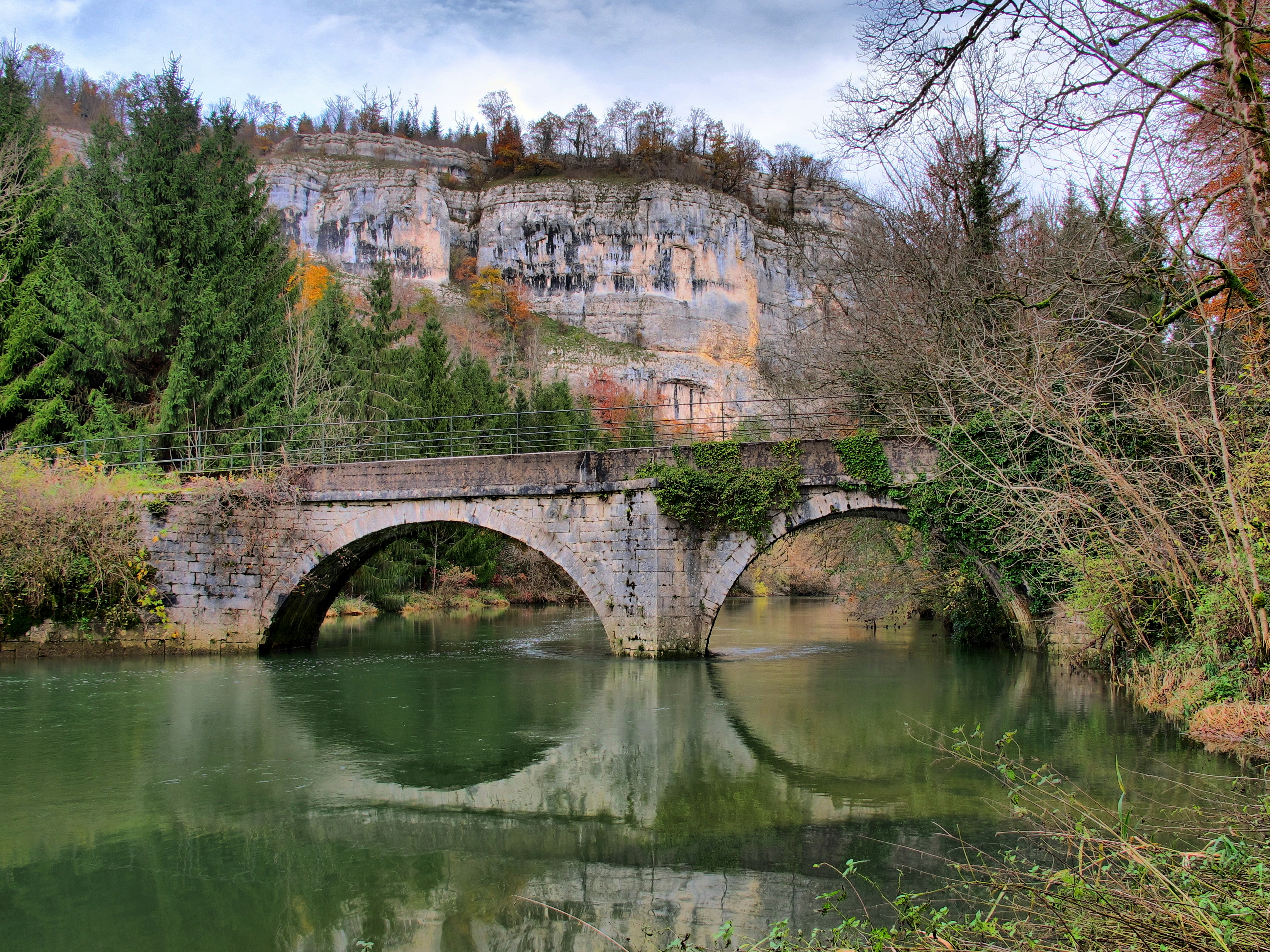
Le Dessoubre au pont de Battenans-Varin.
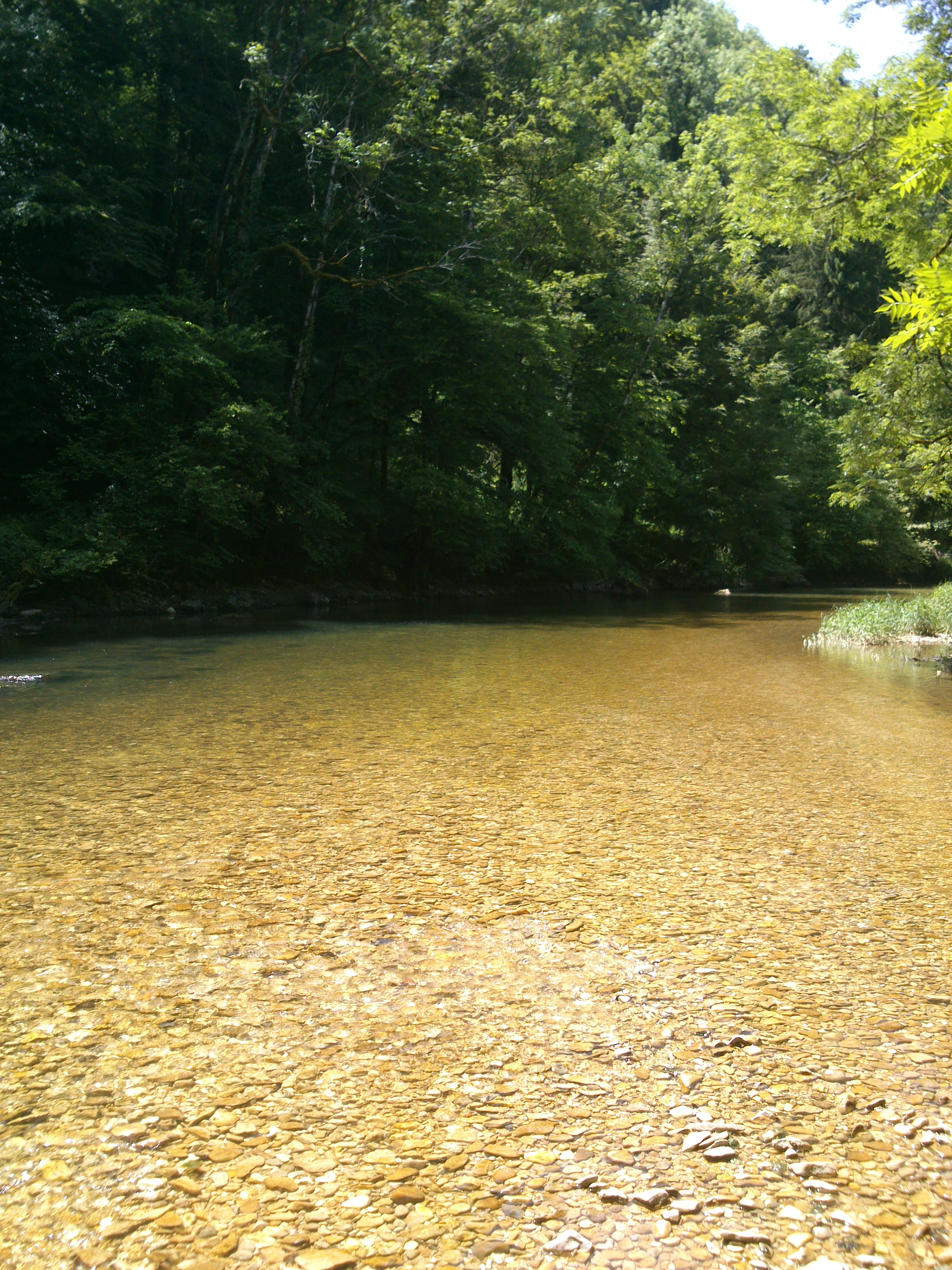
Le Dessoubre près d'Orgeans-Blanchefontaine.

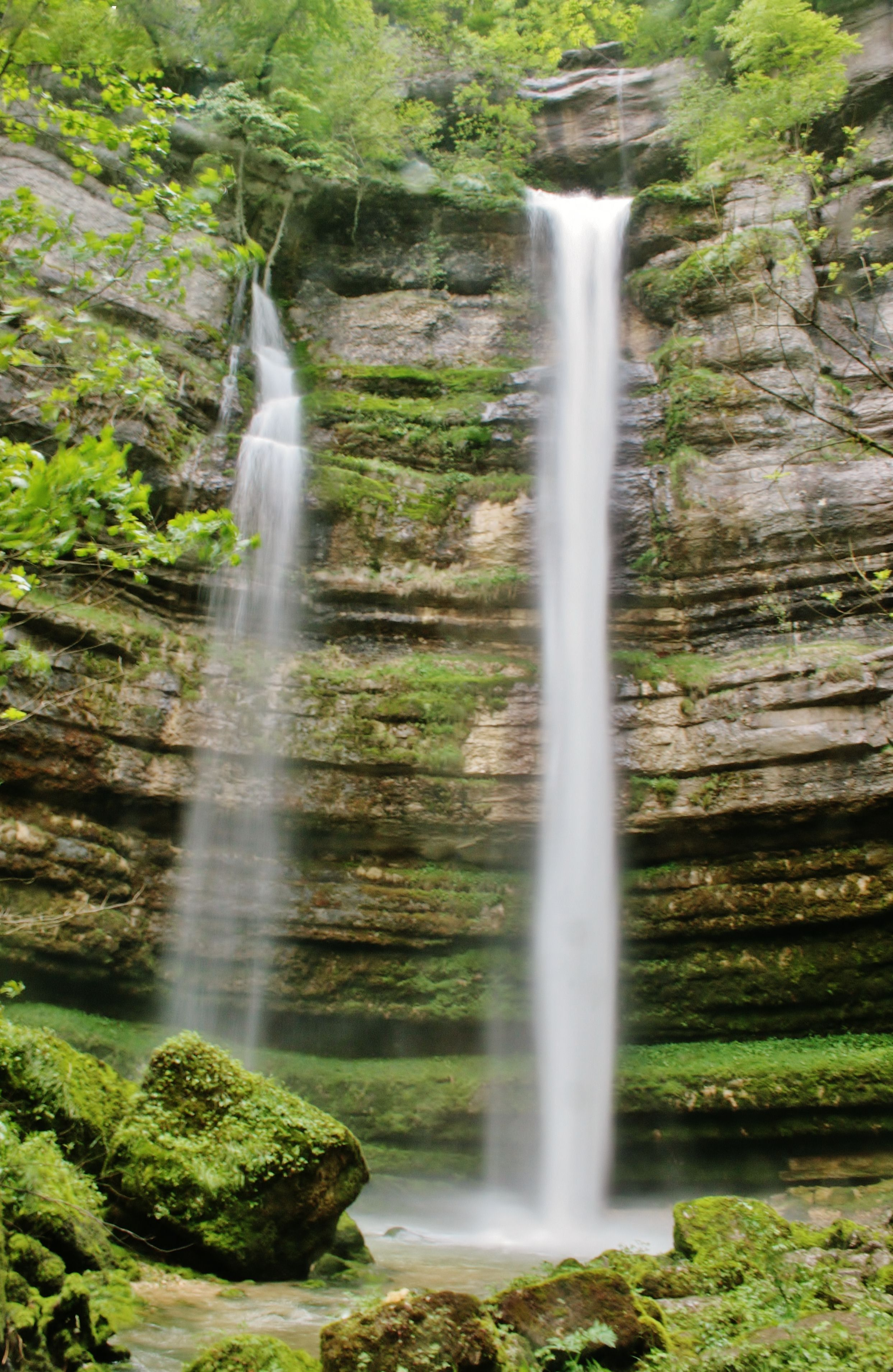
La cascade du Lançot.
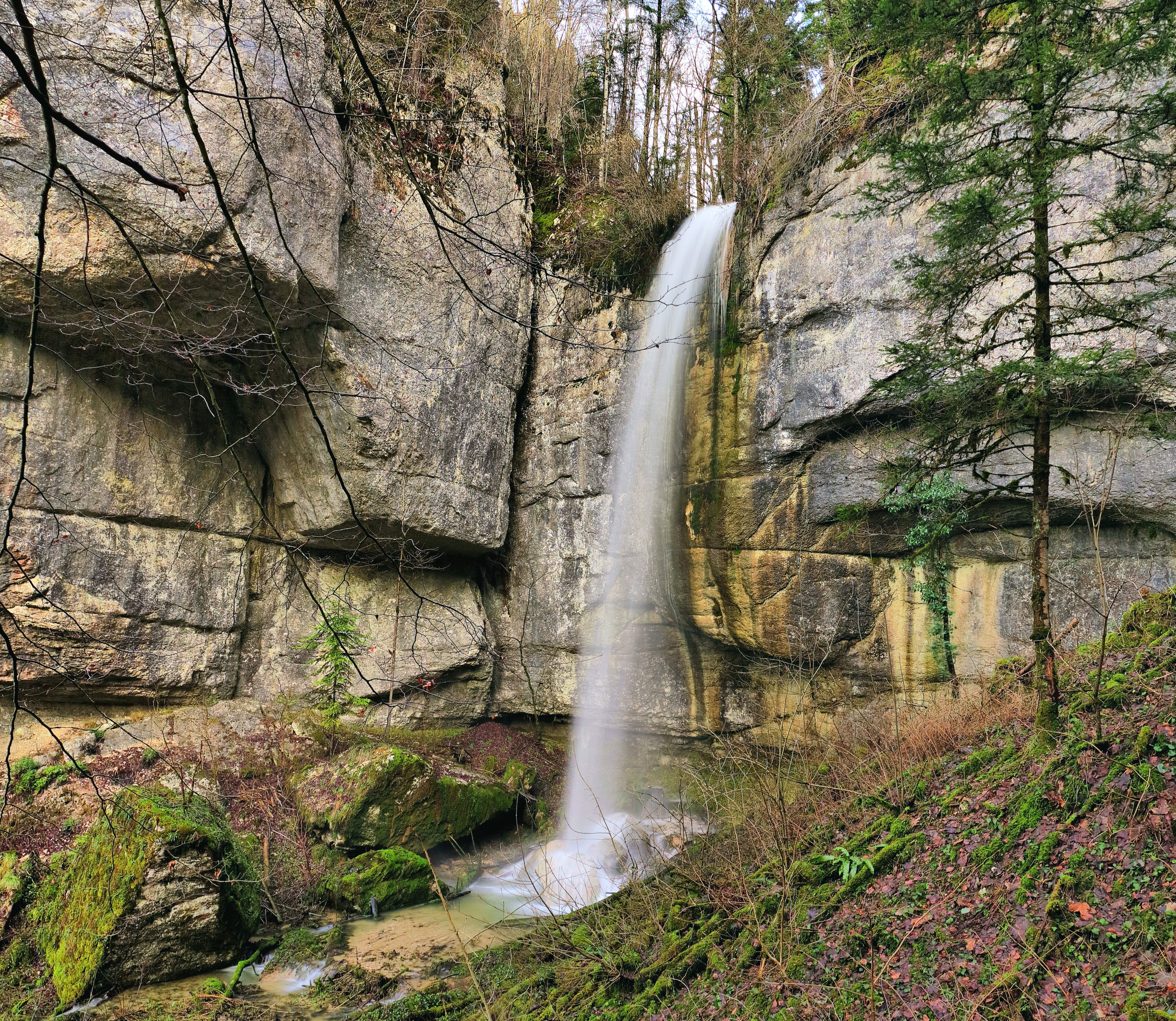
La cascade du Pissoux.
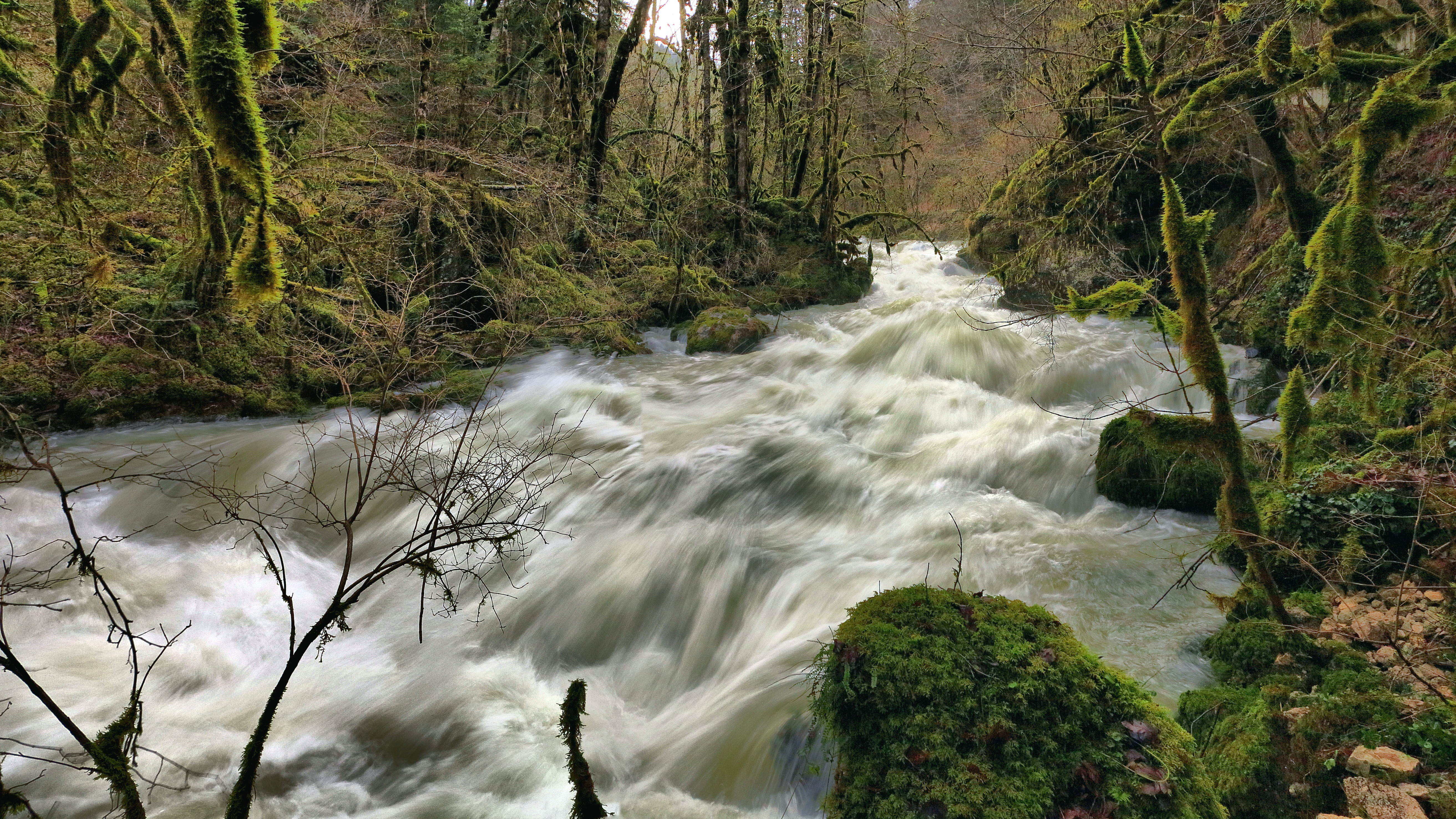
Rapides sur la Reverotte dans le défilé des Epais Rochers.
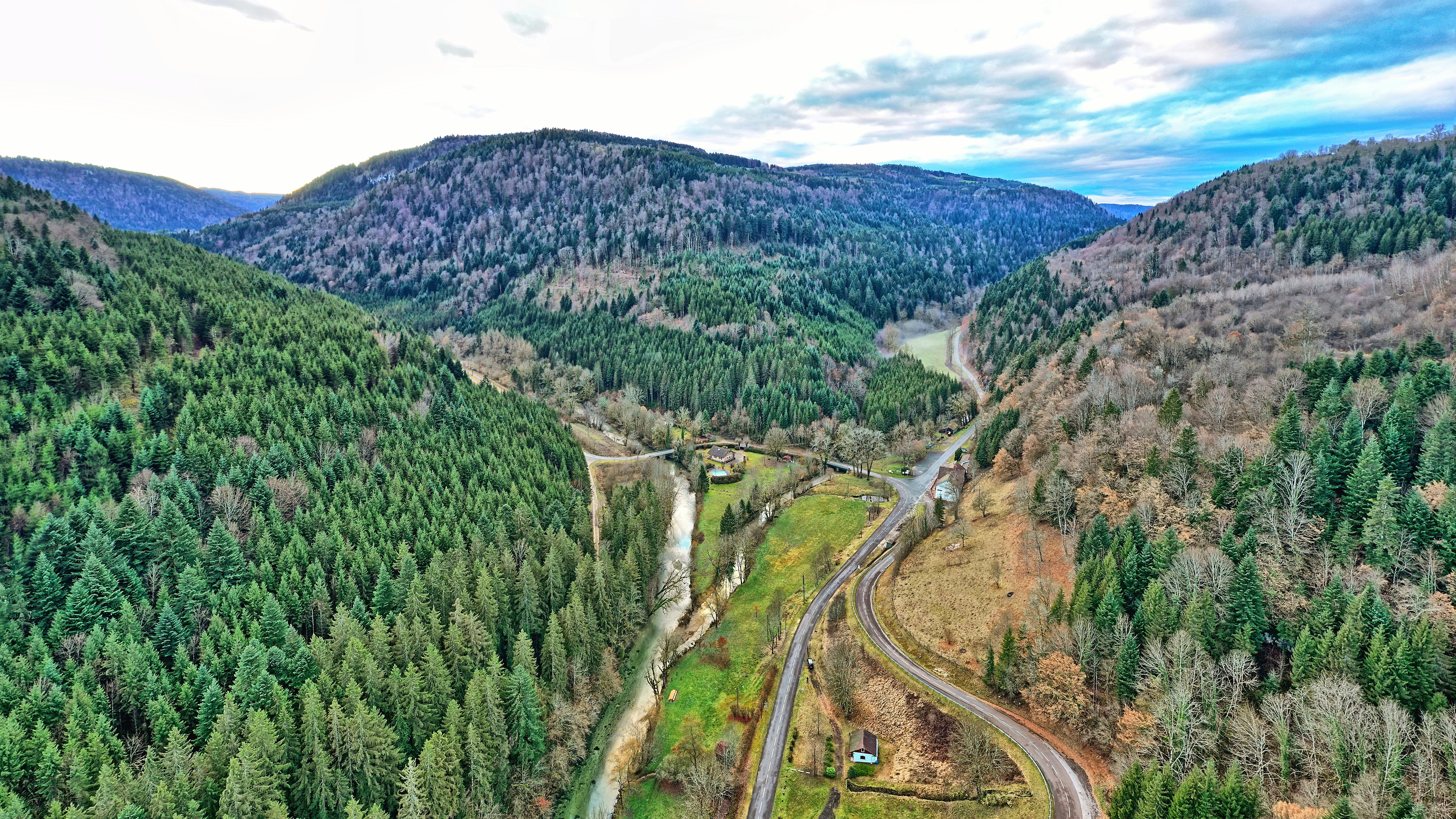
La confluence Dessoubre-Reverotte à Gigot.
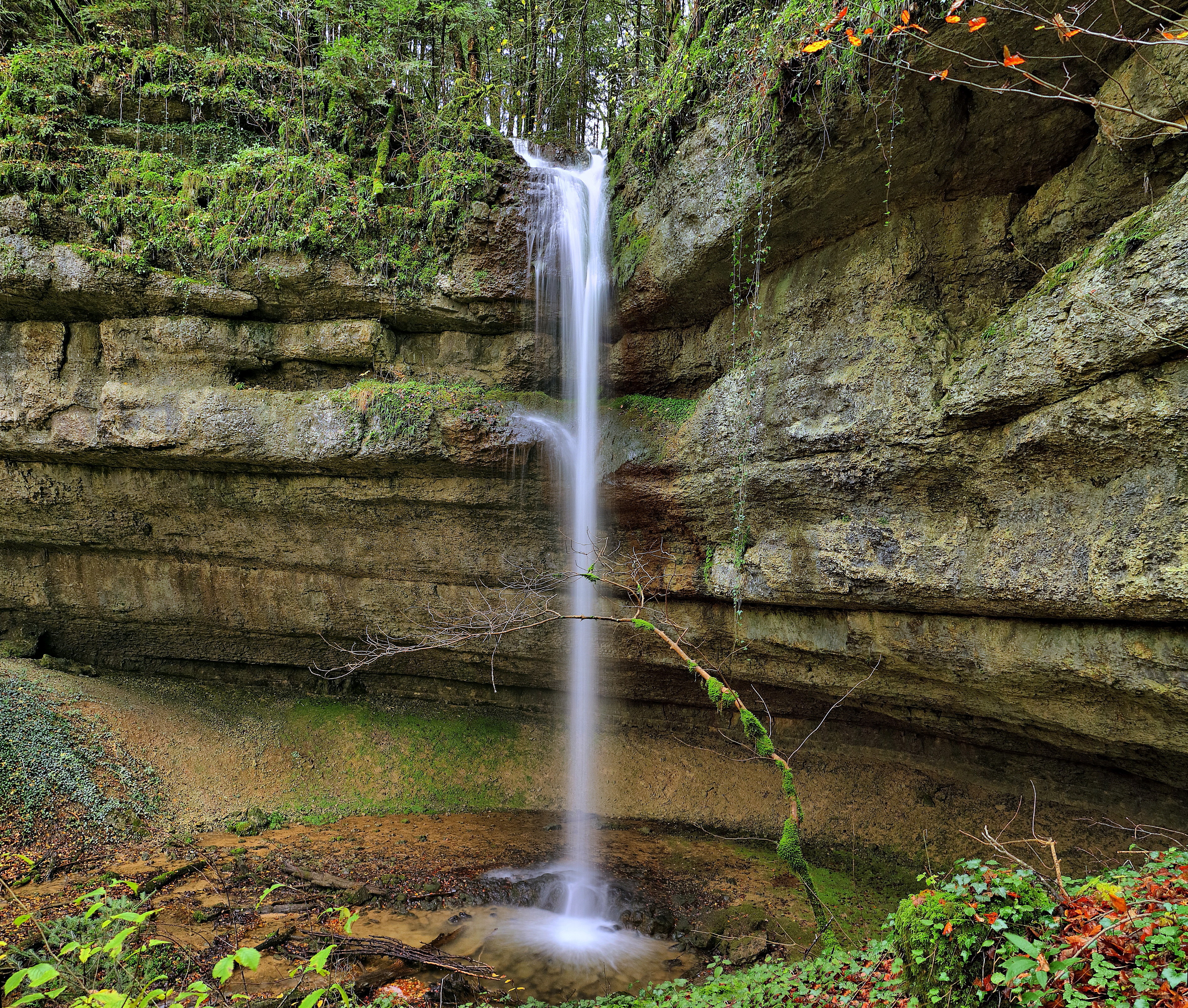
La cascade du ruisseau de la Combe Foulot.